# Нови чифлик
Нови чифлик (Нов чифлик) е село в Западна България. То се намира в община Кюстендил, област Кюстендил.

## География
Село Нови чифлик се намира в Кюстендилската котловина, югоизточно от град Кюстендил, на десния бряг на река Струма, на шосето Кюстендил - Дупница. Купно село.
Климат: умерен, преходно континентален.
През годините селото принадлежи към следните административно-териториални единици: Община Берсин (1949-1955), община Багренци (1955-1958), община Граница (1958-1978) и Община Кюстендил (от 1978 г.). 

## Население
| Година    | 1866 | 1880 | 1900 | 1920 | 1926 | 1934 | 1946 | 1956 | 1965 | 1975 | 1985 | 2010 |
| Население | 197  | 163  | 250  | 335  | 337  | 392  | 399  | 355  | 308  | 329  | 264  | 170  |

## История
Няма запазени писмени данни за времето на възникване на селото. През 1866 г. селото има 30 домакинства и 197 жители. В руска триверстова карта от 1878 г. е записано като Нови чифлик.
Преди Освобождението селската земя била притежение на двама турци чифликчии – Сулиман ага и Мехмед ага, които преди да се изселят продали земята на своите кесимджии и изполичари.
След Освобождението (1878 г.) в селото идват преселници от Краището и Каменица. В края на ХІХ век Нови чифлик има 1480 дка землище, от които 1334 дка ниви, 77 дка овощни и зеленчукови градини, 53 дка лозя и др. Основен поминък на населението са земеделие (зърнопроизводство и овощарство), скотовъдство и домашни занаяти.
Селото е електрифицирано и планирано през 1945 г. Открито е читалище, учредена е всестранна кооперация „Нов живот“ (1947).
През 1956 г. се създава ТКЗС„Борис Тасев“, което от 1959 г. е в състава на обединеното ТКЗС „Георги Димитров“ – с. Граница, а от 1979 г. – в състава на АПК „Осогово“ – Кюстендил.
Построени са помпена станция за напояване (1956), селски магазин (1960), ново училище (1963). Селото е водоснабдено (1978). Строят се много обществени и частни сгради.
В началото на XXI век в резултат на промените в страната след 1989 г. и засилената миграция населението намалява. Перспективите за развитие на селото са свързани с развитие на овощарството.

## Религии
Село Нови чифлик принадлежи в църковно-административно отношение към Софийска епархия, архиерейско наместничество Кюстендил. Населението изповядва източното православие.

## Обществени институции
- Кметско наместничество.
- Читалище „Искра“ – действащо читалище, регистрирано под номер 1183 в Министерство на културата на Република България. Дейности: Клуб по изобразително изкуство и моделиране; притежава библиотека с 5927 тома.

## Редовни събития
- Курбан на селото – 15 август
- Събор на селото – първата събота след 15 август
- Срещу Тодоровден – служба за здраве за селото, след Тодоровден понеделник-маслосвет месат се питки за здраве за цялото село.